# Euphaedra xerophila
Euphaedra xerophila är en fjärilsart som beskrevs av Jacques Hecq 1974. Euphaedra xerophila ingår i släktet Euphaedra och familjen praktfjärilar. Inga underarter finns listade i Catalogue of Life.